# Frederick Greenwood
Pour les articles homonymes, voir Greenwood.
Frederick Greenwood né en avril 1830 et mort le 14 décembre 1909 est un journaliste et écrivain anglais. Il est le premier rédacteur en chef de la Pall Mall Gazette.
Il travaille d'abord dans une imprimerie, avant de se consacrer à l'écriture d'articles. 
En 1865, il participe à la création de la Pall Mall Gazette. Il la quitte lorsque le propriétaire confie le journal à son gendre qui en modifie la ligne politique en 1880. Il crée alors la St James's Gazette.